# 2015 en animation asiatique
Voir aussi: 2015 au cinéma - 2015 à la télévision
2014 en animation asiatique - 2015 en animation asiatique - 2016 en animation asiatique

## Principales diffusions en France

### Films
- 14 janvier : Souvenirs de Marnie (cinéma)

## Diffusions au Japon
| Saison            | Début diffusion                                                  | Titre           | Format                                            | Studio d'animation | Chaîne de diffusion |
| H I V E R         |                                                                  |                 |                                                   |                    |                     |
| 4 janvier         | Absolute Duo                                                     | Série télévisée | 8bit                                              | AT-X               |                     |
| 4 janvier         | Minna Atsumare! Falcom Gakuen SC                                 | Série télévisée | DAX Production                                    | Tokyo MX           |                     |
| 5 janvier         | Divine Nanami 2                                                  | Série télévisée | TMS Entertainment                                 | Tokyo TV           |                     |
| 5 janvier         | Doamaiger D                                                      | Série télévisée | ILCA                                              | TV Kanagawa        |                     |
| 5 janvier         | Yuri Kuma Arashi                                                 | Série télévisée | Silver Link                                       | Tokyo MX           |                     |
| 6 janvier         | Cute High Earth Defense Club Love!                               | Série télévisée | Diomedéa                                          | TV Tokyo           |                     |
| 7 janvier         | Kantai Collection: KanColle                                      | Série télévisée | Diomedéa                                          | Tokyo MX           |                     |
| 7 janvier         | Military!                                                        | Série télévisée | Creators in Pack                                  | AT-X               |                     |
| 7 janvier         | Shinmai Maō no Tesutamento                                       | Série télévisée | Production IMS                                    | Tokyo MX           |                     |
| 7 janvier         | Witchcraft Works                                                 | OAD             | J. C. Staff                                       | DVD                |                     |
| 8 janvier         | Jūō Mujin no Fafnir                                              | Série télévisée | Diomedéa                                          | TBS                |                     |
| 8 janvier         | Ketsuekigata-kun! 2                                              | Série télévisée | feel                                              | Tokyo MX           |                     |
| 8 janvier         | Kōfuku Graffiti                                                  | Série télévisée | Shaft                                             | TBS                |                     |
| 8 janvier         | Pankis! 2-jigen                                                  | Série télévisée | DLE                                               | BS11               |                     |
| 8 janvier         | Saenai Heroine no Sodatekata                                     | Série télévisée | A-1 Pictures                                      | Fuji TV            |                     |
| 8 janvier         | Sōkyū no Fafner: Exodus                                          | Série télévisée | Xebec                                             | MBS                |                     |
| 8 janvier         | Tokyo Ghoul √A                                                   | Série télévisée | Pierrot                                           | Tokyo MX           |                     |
| 9 janvier         | Assassination Classroom                                          | Série télévisée | Lerche                                            | Fuji TV            |                     |
| 9 janvier         | Death Parade                                                     | Série télévisée | Madhouse                                          | NTV                |                     |
| 9 janvier         | JoJo's Bizarre Adventure: Stardust Crusaders (arc Égypte)        | Série télévisée | David Production                                  | Tokyo MX           |                     |
| 9 janvier         | Psycho-Pass Movie                                                | Film            | Production I.G                                    | Cinéma             |                     |
| 9 janvier         | The Idolmaster Cinderella Girls                                  | Série télévisée | A-1 Pictures                                      | Tokyo MX           |                     |
| 10 janvier        | Aldnoah.Zero 2                                                   | Série télévisée | A-1 Pictures, Troyca                              | Tokyo MX           |                     |
| 10 janvier        | Dog Days                                                         | Série télévisée | Seven Arcs                                        | Tokyo MX           |                     |
| 10 janvier        | Durarara!!x2                                                     | Série télévisée | Shuka                                             | Tokyo MX           |                     |
| 10 janvier        | Kuroko's Basket 3                                                | Série télévisée | Production I.G                                    | MBS                |                     |
| 10 janvier        | Shōnen Hollywood: Holly Stage for 50                             | Série télévisée | Zexcs                                             | AT-X               |                     |
| 10 janvier        | Strike Witches: Operation Victory Arrow Vol.2                    | OAV             | Silver Link                                       | Cinéma             |                     |
| 10 janvier        | The Rolling Girls                                                | Série télévisée | Wit Studio                                        | MBS                |                     |
| 11 janvier        | Maria, sorcière de gré, pucelle de force ! (Junketsu no Maria)   | Série télévisée | Production I.G                                    | Tokyo MX           |                     |
| 11 janvier        | Seiken Tsukai no World Break                                     | Série télévisée | Diomedéa                                          | TV Tokyo           |                     |
| 11 janvier        | Sengoku Musou                                                    | Série télévisée | TYO Animations, Tezuka Productions                | TV Tokyo           |                     |
| 11 janvier        | Yoru no Yatterman                                                | Série télévisée | Tatsunoko Productions                             | Tokyo MX           |                     |
| 16 janvier        | Mushibugyo                                                       | OAV 3           | Seven Arcs                                        | DVD                |                     |
| 21 janvier        | Ikkitousen Extravaganza Epoch                                    | OAV             | Studio Deen                                       | AT-X               |                     |
| 23 janvier        | Isuca                                                            | Série télévisée | Arms                                              | Tokyo MX           |                     |
| 30 janvier        | Kaitō Tenshi Twin Angel                                          | OAV             | J. C. Staff                                       | DVD                |                     |
| 31 janvier        | Arpeggio of Blue Steel -Ars Nova DC-                             | Film            | J. C. Staff                                       | Cinéma             |                     |
| 1er février       | Go! Princess PreCure                                             | Série télévisée | Toei Animation                                    | TV Asahi           |                     |
| 13 février        | Anime de Wakaru Shinryou Naika                                   | ONA             | /                                                 | Internet           |                     |
| P R I N T E M P S |                                                                  |                 |                                                   |                    |                     |
| 1er avril         | Battle Spirits Burning Soul                                      | Série télévisée | BN Pictures Sunrise                               | TV Tokyo           |                     |
| 2 avril           | Aikatsu! (saison 4)                                              | Série télévisée | BN Pictures Sunrise                               | TV Tokyo           |                     |
| 2 avril           | Danna ga nani o itteiru ka wakaranai ken 2                       | Série télévisée | Seven                                             | Teletama           |                     |
| 2 avril           | My Teen Romantic Comedy SNAFU 2                                  | Série télévisée | Feel                                              | TBS                |                     |
| 2 avril           | Re-Kan!                                                          | Série télévisée | Pierrot Plus                                      | TBS                |                     |
| 3 avril           | Dungeon ni deai o motomeru no wa machigatteiru darō ka           | Série télévisée | J. C. Staff                                       | Tokyo MX           |                     |
| 3 avril           | Food Wars!                                                       | Série télévisée | J. C. Staff                                       | MBS                |                     |
| 3 avril           | Mahō Shōjo Lyrical Nanoha ViVid                                  | Série télévisée | A-1 Pictures                                      | Tokyo MX           |                     |
| 3 avril           | Nagato Yuki-chan no shōshitsu                                    | Série télévisée | Satelight                                         | Tokyo MX           |                     |
| 3 avril           | Vampire Holmes                                                   | Série télévisée | /                                                 | tvk                |                     |
| 4 avril           | Denpa kyōshi                                                     | Série télévisée | A-1 Pictures                                      | YTV                |                     |
| 4 avril           | Fate/Stay Night: Unlimited Blade Works (saison 2)                | Série télévisée | Ufotable                                          | Tokyo MX           |                     |
| 4 avril           | Gunslinger Stratos The Animation                                 | Série télévisée | A-1 Pictures                                      | Tokyo MX           |                     |
| 4 avril           | High School DxD BorN                                             | Série télévisée | TNK                                               | AT-X               |                     |
| 4 avril           | Jewelpet: Magical Change                                         | Série télévisée | Studio Comet                                      | TV Tokyo           |                     |
| 4 avril           | Kekkai Sensen                                                    | Série télévisée | Bones                                             | MBS                |                     |
| 4 avril           | Plastic Memories                                                 | Série télévisée | Dogakobo                                          | Tokyo MX           |                     |
| 4 avril           | Pripara (saison 2)                                               | Série télévisée | Dongwoo Tatsunoko Production                      | TV Tokyo           |                     |
| 4 avril           | Rinne                                                            | Série télévisée | Brain's Base                                      | NHK E              |                     |
| 4 avril           | Seraph of the End                                                | Série télévisée | Wit Studio                                        | Tokyo MX           |                     |
| 4 avril           | Uta no Prince Sama: Maji Love Revolutions                        | Série télévisée | A-1 Pictures                                      | Tokyo MX           |                     |
| 5 avril           | Baby Steps (saison 2)                                            | Série télévisée | Pierrot                                           | NHK                |                     |
| 5 avril           | Duel Masters VS R                                                | Série télévisée | Ascension Shogakukan Music Digital Entertainmenti | TV Tokyo           |                     |
| 5 avril           | Ghost in the Shell Arise: Alternative Architecture (saison 2)    | Série télévisée | Production I.G                                    | Tokyo MX           |                     |
| 5 avril           | The Heroic Legend of Arslân                                      | Série télévisée | Liden Films Sanzigen                              | MBS                |                     |
| 5 avril           | Kaitô Joker (saison 2)                                           | Série télévisée | Shin-Ei                                           | Tokyo MX           |                     |
| 5 avril           | Hello!! Kin-iro Mosaic                                           | Série télévisée | Studio Gokumi                                     | AT-X               |                     |
| 5 avril           | Show By Rock                                                     | Série télévisée | Bones                                             | Tokyo MX           |                     |
| 6 avril           | Ace of Diamond (saison 2)                                        | Série télévisée | Madhouse Production I.G                           | TV Tokyo           |                     |
| 6 avril           | Mikagura gakuen kumikyoku                                        | Série télévisée | Dogakobo                                          | Tokyo MX           |                     |
| 6 avril           | Takamiya Nasuno desu!                                            | Série télévisée | Millepensee                                       | Tokyo MX           |                     |
| 6 avril           | Teekyu (saison 4)                                                | Série télévisée | MAPPA                                             | Tokyo MX           |                     |
| 7 avril           | Sound! Euphonium                                                 | Série télévisée | Kyoto Animation                                   | Tokyo MX           |                     |
| 8 avril           | Gintama                                                          | Série télévisée | Sunrise                                           | TV Tokyo           |                     |
| 8 avril           | Mon histoire                                                     | Série télévisée | Madhouse                                          | Nihon TV           |                     |
| 8 avril           | Triage X                                                         | Série télévisée | Xebec                                             | Tokyo MX           |                     |
| 9 avril           | L'Attaque des Titans: Kuinaku sentaku                            | OAV             | Wit Studio                                        | DVD                |                     |
| 9 avril           | Etotama                                                          | Série télévisée | Shirogumi Encourage Films                         | Tokyo MX           |                     |
| 9 avril           | Hōkago no Pleiades                                               | Série télévisée | Gainax                                            | Tokyo MX           |                     |
| 9 avril           | Punch Line                                                       | Série télévisée | MAPPA                                             | Fuji TV            |                     |
| 9 avril           | Urawa no Usagi-chan                                              | Série télévisée | A-Real                                            | Teletama           |                     |
| 10 avril          | Nisekoi (saison 2)                                               | Série télévisée | Shaft                                             | Tokyo MX           |                     |
| 10 avril          | Knights of Sidonia: Battle for Planet Nine                       | Série télévisée | Polygon Pictures                                  | MBS                |                     |
| 11 avril          | Saint Seiya: Soul of Gold                                        | ONA             | Toei Animation                                    | /                  |                     |
| 11 avril          | Future Card Buddyfight 100                                       | Série télévisée | OLM Xebec                                         | TV Aichi           |                     |
| 11 avril          | Yamada-kun and the Seven Witches                                 | Série télévisée | Liden Films                                       | Tokyo MX           |                     |
| 11 avril          | Le Labyrinthe de la Grisaia et Le Eden de la Grisaia             | Série télévisée | 8-Bit                                             | Tokyo MX           |                     |
| 16 avril          | Ninja Slayer From Animation                                      | Série télévisée | Trigger                                           | Nico Nico Douga    |                     |
| 17 avril          | Sinbad no Bōken                                                  | OAV 4           | Lay-duce                                          | DVD                |                     |
| 2 mai             | Code Geass: Akito the Exiled                                     | OAV 3           | Sunrise                                           | Cinéma             |                     |
| 27 mai            | Suisei no gargantia ~Meguru Kōro, Haruka~                        | OAV 2           | Sunrise                                           | Blu-ray            |                     |
| E T E             |                                                                  |                 |                                                   |                    |                     |
| 19 juin           | Seven Deadly Sins: Ban no Bangai-hen                             | OAD             | A-1 Pictures                                      | DVD                |                     |
| 24 juin           | Angel Beats! Hell’s Kitchen                                      | OAD             | P.A. Works                                        | Blu-ray            |                     |
| 1er juillet       | Hyakka Ryōran: Samurai After OVA 2                               | OAV             | P.A. Works                                        | Blu-ray            |                     |
| 1er juillet       | Okusama ga seitokaichō!                                          | Série télévisée | Seven                                             | AT-X               |                     |
| 2 juillet         | Aoharu x Kikanjū                                                 | Série télévisée | Brain's Base                                      | TBS                |                     |
| 2 juillet         | Chaos Dragon                                                     | Série télévisée | Silver Link Connect                               | Tokyo MX           |                     |
| 2 juillet         | Gangsta                                                          | Série télévisée | Manglobe                                          | ABC                |                     |
| 2 juillet         | Jōkamachi no Dandelion                                           | Série télévisée | Production IMS                                    | TBS                |                     |
| 3 juillet         | Aquarion Logos                                                   | Série télévisée | Satelight                                         | BS11               |                     |
| 3 juillet         | Classroom Crisis                                                 | Série télévisée | Lay-duce                                          | MBS                |                     |
| 3 juillet         | Gate: jieitai kanochi nite, kaku tatakaeri                       | Série télévisée | A-1 Pictures                                      | Tokyo MX           |                     |
| 3 juillet         | Hetalia: The World Twinkle (saison 6)                            | ONA             | Studio Deen                                       | Internet           |                     |
| 3 juillet         | Miss Monochrome (saison 2)                                       | Série télévisée | Liden Films                                       | TV Tokyo           |                     |
| 3 juillet         | Rampo kitan: Game of Laplace                                     | Série télévisée | Lerche                                            | Fuji TV            |                     |
| 3 juillet         | Senki zesshō Symphogear GX (saison 3)                            | Série télévisée | Satelight                                         | MBS                |                     |
| 3 juillet         | Ushio to Tora                                                    | Série télévisée | MAPPA                                             | Tokyo MX           |                     |
| 3 juillet         | Wakaba Girl                                                      | Série télévisée | Nexus                                             | Tokyo MX           |                     |
| 3 juillet         | Wooser no sono higurashi: Mugen-hen (saison 3)                   | Série télévisée | Sanzigen                                          | Tokyo MX           |                     |
| 4 juillet         | Charlotte                                                        | Série télévisée | P.A. Works                                        | Tokyo MX           |                     |
| 4 juillet         | Code Geass: Akito the Exiled 4                                   | OAV             | Sunrise                                           | Cinéma             |                     |
| 4 juillet         | Durarara!! x2 Ten                                                | Série télévisée | Studio Shuka                                      | Tokyo MX           |                     |
| 4 juillet         | Rokka no yūsha                                                   | Série télévisée | Passione                                          | MBS                |                     |
| 4 juillet         | Shimoneta to iu gainen ga sonzai shinai taikutsu na sekai        | Série télévisée | J. C. Staff                                       | Tokyo MX           |                     |
| 4 juillet         | Working!!! (saison 3)                                            | Série télévisée | A-1 Pictures                                      | Yomiuri TV         |                     |
| 5 juillet         | Dragon Ball Super                                                | Série télévisée | Toei Animation                                    | Fuji TV            |                     |
| 5 juillet         | Gatchaman Crowds Insight (saison 2)                              | Série télévisée | Tatsunoko Production                              | NTV                |                     |
| 5 juillet         | God Eater                                                        | Série télévisée | Ufotable                                          | Tokyo MX           |                     |
| 5 juillet         | Venus Project Climax                                             | Série télévisée | Nomad                                             | Tokyo MX           |                     |
| 5 juillet         | Wakako-zake                                                      | Série télévisée | Office DCI                                        | Tokyo MX           |                     |
| 6 juillet         | Actually, I Am...                                                | Série télévisée | TMS Entertainment                                 | TV Tokyo           |                     |
| 6 juillet         | Million Doll                                                     | Série télévisée | Asahi Production                                  | Tokyo MX           |                     |
| 6 juillet         | Non Non Biyori Repeat (saison 2)                                 | Série télévisée | Silver Link                                       | TV Tokyo           |                     |
| 6 juillet         | Shirayuki aux cheveux rouges                                     | Série télévisée | Bones                                             | Tokyo MX           |                     |
| 6 juillet         | Teekyu (saison 5)                                                | Série télévisée | Millepensee                                       | Tokyo MX           |                     |
| 6 juillet         | To Love Darkness 2nd                                             | Série télévisée | Xebec                                             | Tokyo MX           |                     |
| 7 juillet         | Bikini Warriors                                                  | Série télévisée | feel & PRA                                        | Tokyo MX           |                     |
| 7 juillet         | Monster musume no iru nichijō                                    | Série télévisée | Lerche                                            | Tokyo MX           |                     |
| 7 juillet         | Overlord                                                         | Série télévisée | Madhouse                                          | AT-X               |                     |
| 7 juillet         | Sore ga seiyū!                                                   | Série télévisée | Gonzo                                             | Tokyo MX           |                     |
| 8 juillet         | Himōto! Umaru-chan                                               | Série télévisée | Doga Kobo                                         | ABC                |                     |
| 8 juillet         | Kūsen madōshi kōhosei no kyōkan                                  | Série télévisée | Diomedea                                          | Tokyo MX           |                     |
| 8 juillet         | Junjo Romantica 3 (saison 3)                                     | Série télévisée | Studio Deen                                       | Tokyo MX           |                     |
| 9 juillet         | Danchigai                                                        | Série télévisée | Creators in Pack                                  | Teletama           |                     |
| 9 juillet         | School-Live!                                                     | Série télévisée | Lerche                                            | Tokyo MX           |                     |
| 10 juillet        | Prison School                                                    | Série télévisée | J. C. Staff                                       | Tokyo MX           |                     |
| 15 juillet        | Sinbad no bōken 5                                                | OAD             | Lay-duce                                          | DVD                |                     |
| 17 juillet        | The Idolmaster Cinderella Girls (saison 2)                       | Série télévisée | A-1 Pictures                                      | Tokyo MX           |                     |
| 18 juillet        | Meiji Tokyo Renka                                                | Film            | Studio Deen                                       | Cinéma             |                     |
| 18 juillet        | Pokémon, le film : Hoopa et le Choc des légendes                 | Film            | OLM                                               | Cinéma             |                     |
| 24 juillet        | Fate/kaleid liner Prisma Illya 2wei! Herz                        | Série télévisée | Silver Link                                       | Tokyo MX           |                     |
| 25 juillet        | Fate/kaleid liner Prisma Illya 2wei! Episode 11                  | OAD             | Silver Link                                       | DVD                |                     |
| 7 août            | Boruto: Naruto the Movie                                         | Film            | Pierrot                                           | Cinéma             |                     |
| 7 août            | Shōwa Genroku rakugo shinjū                                      | OAD             | Studio Deen                                       | DVD                |                     |
| 15 août           | Chu Feng B.E.E                                                   | Série TV        | Haoliners Animation League                        | TV                 |                     |
| 20 août           | Divine Nanami                                                    | OAD             | TMS Entertainment                                 | DVD                |                     |
| 22 août           | Date A Live: Mayuri Judgment                                     | Film            | Production IMS                                    | Cinéma             |                     |
| 28 août           | Yowamushi Pedal The Movie                                        | Film            | TMS Entertainment                                 | Cinéma             |                     |
| 29 août           | Tamayura ~Sotsugyō Shashin~ Dai-2-bu Me -Hibiki-                 | Film            | TYO Animations                                    | Cinéma             |                     |
| A U T O M N E     |                                                                  |                 |                                                   |                    |                     |
| 23 septembre      | Diabolik Lovers More Blood                                       | Série télévisée | Zexcs                                             | Tokyo MX           |                     |
| 1er octobre       | Lance N' Masques                                                 | Série télévisée | Studio Gokumi                                     | TBS                |                     |
| 1er octobre       | Lupin III                                                        | Série télévisée | Telecom Animation Film                            | Nihon TV           |                     |
| 1er octobre       | Young Black Jack                                                 | Série télévisée | Tezuka Productions                                | TBS                |                     |
| 2 octobre         | Hacka Doll the Animation                                         | Série télévisée | Creators in Pack & Trigger                        | Tokyo MX           |                     |
| 2 octobre         | Heavy Object                                                     | Série télévisée | J. C. Staff                                       | Tokyo MX           |                     |
| 2 octobre         | K: Return of Kings                                               | Série télévisée | GoHands                                           | MBS                |                     |
| 2 octobre         | Miss Monochrome The Animation 3                                  | Série télévisée | Liden Films & Sanzigen                            | TV Tokyo           |                     |
| 2 octobre         | Noragami Aragoto                                                 | Série télévisée | Bones                                             | MBS                |                     |
| 2 octobre         | Sōkyū no Fafner Exodus (partie 2)                                | Série télévisée | Xebec Zwei                                        | MBS                |                     |
| 3 octobre         | L'Attaque des Titans: Junior High-School                         | Série télévisée | Production I.G                                    | MBS                |                     |
| 3 octobre         | Les Enquêtes de Kindaichi : Le Retour (saison 2)                 | Série télévisée | Toei Animation                                    | YTV                |                     |
| 3 octobre         | Haikyū!! (saison 2)                                              | Série télévisée | Production I.G                                    | MBS                |                     |
| 3 octobre         | Owarimonogatari                                                  | Série télévisée | Shaft                                             | Tokyo MX           |                     |
| 3 octobre         | Rakudai kishi no cavalry                                         | Série télévisée | Silver Link & Nexus                               | Tokyo MX           |                     |
| 3 octobre         | The Asterisk War                                                 | Série télévisée | A-1 Pictures                                      | Animax             |                     |
| 3 octobre         | Utawareru mono: Itsuwari no kamen                                | Série télévisée | White Fox                                         | Tokyo MX           |                     |
| 4 octobre         | Comet Lucifer                                                    | Série télévisée | 8-Bit                                             | Tokyo MX           |                     |
| 4 octobre         | Concrete Revolutio: Chōjin gensō                                 | Série télévisée | Bones                                             | Tokyo MX           |                     |
| 4 octobre         | Komori-san wa kotowarenai!                                       | Série télévisée | Artland                                           | Tokyo MX           |                     |
| 4 octobre         | Mobile Suit Gundam: Iron-Blooded Orphans                         | Série télévisée | Sunrise                                           | TBS                |                     |
| 4 octobre         | One-Punch Man                                                    | Série télévisée | Madhouse                                          | TV Tokyo           |                     |
| 4 octobre         | Onsen yōsei Hakone-chan                                          | Série télévisée | Asahi Production & Production Reed                | Animax             |                     |
| 4 octobre         | World Trigger: Isekai kara no tōbōsha                            | Série télévisée | Toei Animation                                    | TV Asahi           |                     |
| 5 octobre         | High School Star Musical                                         | Série télévisée | C-Station                                         | Tokyo MX           |                     |
| 5 octobre         | Osomatsu-san                                                     | Série télévisée | Pierrot                                           | TV Tokyo           |                     |
| 5 octobre         | Teekyu (saison 6)                                                | Série télévisée | MAPPA                                             | Tokyo MX           |                     |
| 5 octobre         | YuruYuri san hai!                                                | Série télévisée | TYO Animation                                     | TV Tokyo           |                     |
| 6 octobre         | Hidan no Aria AA                                                 | Série télévisée | Dogakobo                                          | AT-X               |                     |
| 6 octobre         | DD Hokuto no Ken 2 Ichigo Aji+                                   | Série télévisée | Ajiadō                                            | TV Tokyo           |                     |
| 7 octobre         | Tantei Team KZ: Jiken Note                                       | Série télévisée | Signal Emudi                                      | NHK E              |                     |
| 7 octobre         | Dance with Devils                                                | Série télévisée | Brain's Base                                      | Tokyo MX           |                     |
| 7 octobre         | Ore ga ojō-sama gakkō ni "shomin sample" toshite rachirareta ken | Série télévisée | Silver Link                                       | AT-X               |                     |
| 7 octobre         | Sakurako-san no ashimoto ni wa shitai ga umatteiru               | Série télévisée | Troyca                                            | Tokyo MX           |                     |
| 7 octobre         | Tai-madō gakuen 35 shiken shōtai                                 | Série télévisée | Silver Link                                       | Tokyo MX           |                     |
| 8 octobre         | F - The Perfect Insider                                          | Série télévisée | A-1 Pictures                                      | Fuji TV            |                     |
| 9 octobre         | Garo: Guren no tsuki                                             | Série télévisée | MAPPA & Tohokushinsha                             | TV Tokyo           |                     |
| 9 octobre         | Shinmai Maō no Testament BURST (saison 2)                        | Série télévisée | Production IMS                                    | Tokyo MX           |                     |
| 10 octobre        | Gochūmon wa usagi desu ka?? (saison 2)                           | Série télévisée | Kinema Citrus & White Fox                         | Tokyo MX           |                     |
| 10 octobre        | Seraph of the End (partie 2)                                     | Série télévisée | Wit Studio                                        | AT-X               |                     |
| 10 octobre        | Valkyrie Drive Mermaid                                           | Série télévisée | Arms Corporation                                  | Tokyo MX           |                     |
| 11 octobre        | Brave Beats                                                      | Série télévisée | Bandai Namco Pictures                             | TV Asahi           |                     |
| 11 octobre        | Cardfight!! Vanguard G: GIRS Crisis-hen                          | Série télévisée | TMS Entertainment                                 | TV Tokyo           |                     |
| 12 octobre        | Anitore EX                                                       | Série télévisée | Rising Force                                      | Tokyo MX           |                     |
| 29 octobre        | Pokémon XY&Z                                                     | Série télévisée | OLM                                               | TV Tokyo           |                     |
| 11 novembre       | Cyborg 009 vs Devilman                                           | OAV             | Actas & Bee Media                                 | Blu-ray            |                     |
| 21 novembre       | Digimon Adventure tri. Saikai                                    | Film            | Toei Animation                                    | Cinéma             |                     |